# François Alluaud
Pour les articles homonymes, voir Alluaud.
François Alluaud (aîné), né à Limoges le 21 septembre 1778 et mort le 18 février 1866, fabricant de porcelaine de Limoges, homme politique de la Haute-Vienne, est aussi un archéologue et géologue autodidacte français.

## Biographie
François Alluaud, dit aîné car il était l'aîné des deux frères de la société Alluaud Frères, est né dans la nuit du 21 au 22 septembre 1778, rue du Clocher à Limoges. Il est le fils de François Alluaud et de Marie Vergniaud.

### Les débuts
Son père l’envoie faire une partie de ses études à Paris, à la Société des Jeunes Français, pension tenue dans le prieuré Saint Martin des Champs par Léonard Bourdon, député à la Convention et plus tard président des Jacobins. Le 11 vendémiaire de l’an VII, il est appelé sous les drapeaux dans le 10e régiment des chasseurs. Il part se battre contre les Autrichiens avec l’armée du Danube, menée par Jourdan puis Masséna.

### La porcelaine
En 1799, il a 22 ans quand son père décède et lui transmet la direction de l’entreprise de porcelaine qu’il venait de remonter en 1798. L’usine ne comportait alors qu’un seul four et se trouvait à Limoges dans la rue des Anglais. François Alluaud introduit de nouvelles techniques, optimise les procédés de fabrication afin d'améliorer la qualité tout en réduisant les coûts. En 1805, il fonde la Société Alluaud avec son frère Jean-Baptiste Clément. Ensemble, ils achètent l'usine de la Monnerie et ouvrent des dépôts à Paris et à Toulouse.
Afin de réduire les coûts la société Alluaud exploite ses propres carrières, de feldspath à Chanteloube, de kaolin à Saint-Yrieix et à Marcognac, et possédait des moulins à pâte sur les bords de la Vienne.
Il se met à publier des articles dans le Journal de physique qui attirent l’attention des scientifiques. Il arpente les collines du Limousin et de l’Auvergne à la recherche de nouveaux gisements pour sa fabrique de porcelaine. Il fut l’un des premiers à étudier la minéralogie et la géologie du Limousin. Sa passion pour la géologie commença par l’étude des gisements de kaolin, matière première dans la fabrication de la porcelaine.  On lui doit également la découverte de l'étrangeté des brèches de Rochechouart, dont l'origine demeura inexpliquée jusqu'au milieu du XXe siècle. 
Il est nommé membre de la Chambre consultative des arts et manufactures de la Haute-Vienne. Après qu’il a reçu une mention honorable à l’exposition de 1806, prix décerné pour la blancheur de ses pâtes et l’éclat de l’émail, il est admis parmi les membres correspondants de la Société polymathique de Bordeaux.
En 1809, il est secrétaire général adjoint de la Société d’agriculture des sciences et des arts de la Haute-Vienne et il écrit le Mémoire sur la minéralogie et sur l’exploitation des mines de la Haute-Vienne, dans lequel il décrit les nouveaux minéraux qu’il a découvert. En 1813, avec deux collègues, il redécouvre les filons d’étain de Vaulry, dans les montagnes de Bellac en Haute-Vienne, mine qui n’avait pas été exploitée depuis l'invasion de la Gaule par les Romains. La même année, il entre au Tribunal de commerce de Limoges comme juge suppléant et devient maire de Saint-Yrieix-sous-Aixe. En 1815, il laisse la mairie de Saint-Yrieix-sous-Aixe pour une place d’adjoint à la mairie de Limoges. Il cumule alors les mandats au Tribunal de commerce et dans diverses instances régionales.
En 1814, la Société Alluaud cède la place à la société Alluaud Frère qui s'agrandit en 1817. L’usine de la rue des Anglais est fermée pour une fabrique plus importante aux Casseaux, un quartier de Limoges près du port de Naveix, et des usines sur la Vienne. Jean-Baptiste Clément, directeur technique quitte l'association en 1823. 
Entre 1839 et 1845 il est rejoint par ses fils Victor et Amédée ainsi que son beau fils Amédée Vandermarcq,.
L'usine des Casseaux est restée la principale fabrique de porcelaine de Limoges dans la première moitié du XIXe siècle (de 150 ouvriers en 1819 elle employait 300 ouvriers en 1864). L'usine est restée dans la famille jusqu'en 1876 où elle fut revendue à Charles Field Haviland, époux d'une petite-fille de François Alluaud.
Mais malgré des investissements lourds, Charles Field Haviland ne peut résister à la concurrence et doit céder l'usine à la société Gérard Dufraisseix et Moret (G.D.M.) qui devient plus tard la société Gérard Dufraisseix et Abbot (G.D.A.), puis la Société Limousine de Gestion Porcelainière (S.L.G.P.) et maintenant la société Royal Limoges.

### La politique
En 1830, la révolution de Juillet le propulse maire de Limoges, et préfet de Haute-Vienne. On lui décerne aussi la médaille de Chevalier de la Légion d’Honneur. Afin d’améliorer l’hygiène de la ville, il supprime les abattoirs de quartier pour en faire construire un grand sur le plateau de l’ancien château Beauséjour. Limoges lui doit entre autres le Pont Neuf, le Champ de Juillet, le champ de foire (pris sur un ancien cimetière), la couverture de certains égouts… en plus de réformes profondes dans l’administration. Il abandonne la mairie en août 1833 pour se consacrer à la porcelaine. Pendant son mandat, il avait laissé l'usine en gestion à son neveu Paul Lacombe.
Lors de l’exposition centrale de la porcelaine à Limoges en 1858, François Alluaud est promu officier de la Légion d’Honneur. Il reçoit les faveurs d'Alexandre Brongniart, directeur de la Manufacture nationale de Sèvres qui l’appelle souvent pour l’aider dans la rédaction de son Traité des arts céramiques ou des poteries.
Il quitte le Conseil général à l’âge de 86 ans et s’éteint deux ans plus tard, le 18 février 1866. Il est porté en terre par les ouvriers de ses usines lors de funérailles publiques. 
Un tableau peint par Jean-Baptiste Gardel le représente assis dans son bureau. Il est exposé au musée Adrien Dubouché à Limoges.

### Minéralogie
- Il a décrit avec Nicolas Louis Vauquelin et Alexis Damour plusieurs minéraux nouveaux, tels que la dufrénite, et l'hétérosite.
- Il est le découvreur de l'huréaulite[14]
- Une espèce minérale lui a été dédiée par Alexis Damour: l'Alluaudite.

### Sa descendance
Ses petits-fils, Charles Alluaud et Eugène Alluaud, se sont illustrés, le premier dans la botanique, le second dans la peinture.